# Clas Thunberg
Arnold Clas Robert Thunberg (* 5. April 1893 in Helsinki; † 28. April 1973 ebenda) war ein finnischer Eisschnellläufer. Mit fünf Olympiasiegen und fünf Titeln bei den Mehrkampfweltmeisterschaften gehört er zu den erfolgreichsten Eisschnellläufern der Geschichte.

## Werdegang
Clas Thunberg begann erst im Alter von 18 Jahren mit dem Eisschnelllauf. Vorher galt er als notorischer Partygänger, der Alkohol und Zigaretten zugeneigt war. Ab dem Alter von 28 Jahren, in dem er seine erste Europameisterschaft bestritt, war er für eine Dekade der mit Abstand erfolgreichste Eisschnellläufer. Seine größten Stärken lagen in den kürzeren Distanzen. So konnte er nie ein internationales Rennen über 10.000 Meter gewinnen. Dennoch war er Allrounder genug, um 1924 olympisches Silber über diese Distanz zu gewinnen. Bei den Olympischen Spielen 1924 in Chamonix errang Thunberg außerdem die Bronzemedaille über 500 Meter und wurde Olympiasieger über 1500 Meter, 5000 Meter und dem einmalig bei Olympia ausgetragenen Mehrkampfwettbewerb. Zwei weitere Goldmedaillen folgten bei den Olympischen Spielen 1928 in St. Moritz, über 500 Meter und 1500 Meter. Mit 34 Jahren ist er damit bis heute der älteste Olympiasieger im Eisschnelllauf. Bei beiden Olympischen Spielen war er außerdem der erfolgreichste Athlet, 1928 teilte er sich diese Ehre mit Johan Grøttumsbråten. Mit insgesamt fünf Goldmedaillen und je einer Silber und Bronzemedaille ist Thunberg der erfolgreichste männliche Eisschnellläufer der Olympiageschichte. An den Olympischen Spielen 1932 in Lake Placid weigerte er sich teilzunehmen, da die Organisatoren die Rennen als Massenstarts und nicht als Zweikämpfe durchführten.
Im Zeitraum von 1923 bis 1931 gewann der Finne fünfmal die Mehrkampfweltmeisterschaften. Damit stellte er den Rekord von Oscar Mathisen ein und übertraf ihn sogar dank einer weiteren Silber- und Bronzemedaille. Bis zum Jahr 2013, als der Niederländer Sven Kramer seinen sechsten Titel gewinnen konnte, war Thunberg damit der erfolgreichste Eisschnellläufer bei Weltmeisterschaften. Außerdem war er viermal bei Europameisterschaften siegreich.
Thunberg stellte insgesamt vier Weltrekorde auf, von denen die Bestzeit über die allerdings selten gelaufene Distanz von 1000 Metern aus dem Jahre 1930 erst 25 Jahre später durch Jewgeni Grischin verbessert wurde.
Trotz seiner beeindruckenden Karrierestatistik führte Thunberg nie den Adelskalender an. Dieser listet Eisschnellläufer anhand ihrer Bestzeiten über sämtliche relevante Distanzen und rechnet sie in eine Mehrkampfsumme um. Thunbergs Höchstwert im Adelskalender betrug 192,633 Punkte. Oscar Mathisens Bestzeit auf der längsten Strecke war für Thunberg außer Reichweite. Mathisen, obwohl nur fünf Jahre älter als Thunberg, wechselte nach dem Ersten Weltkrieg ins Profilager, sodass die beiden Eisschnelllaufgrößen nie in einem ISU-Wettbewerb aufeinandertrafen.
Der Finnlandschwede Thunberg wurde auch „Nurmi des Eises“ genannt, in Anspielung an Paavo Nurmi, seinen schnellen Landsmann ohne Schlittschuhe. Er wurde auf den ersten Platz der „Liste von 50 bedeutenden Sportlern im schwedischsprachigen Finnland“ (Svenskfinlands 50 största idrottshjältar genom tiderna) gewählt, einer 2020 von Svenska Yle veröffentlichten Bestenliste.

## Persönliche Bestzeiten
| Strecke  | Zeit        | Datum            | Ort        |
| -------- | ----------- | ---------------- | ---------- |
| 500 m    | 42,6 s¹     | 13. Januar 1931  | St. Moritz |
| 1000 m   | 1:27,4 min¹ | 4. März 1931     | Oslo       |
| 1500 m   | 2:18,1 min  | 11. Januar 1930  | Davos      |
| 3000 m   | 5:00,6 min² | 12. Februar 1933 | Davos      |
| 5000 m   | 8:32,6 min  | 4. Februar 1928  | Davos      |
| 10.000 m | 17:34,8 min | 5. Februar 1928  | Davos      |

¹ = Weltrekord zur Zeit des Laufes; ² = inoffizieller Weltrekord zur Zeit des Laufes

## Einzelnachweise

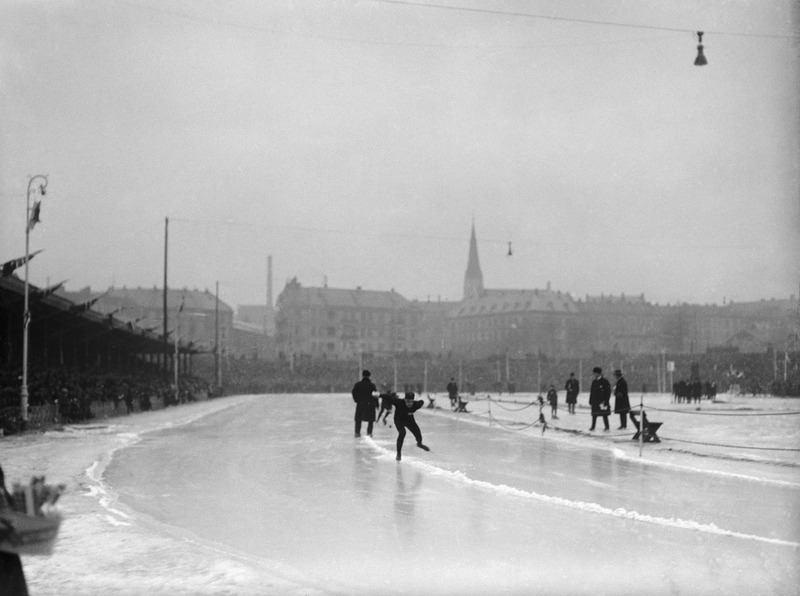
Clas Thunberg, um 1925 in Oslo